# Tradition de Ratisbonne
La tradition de Ratisbonne (die Regensburger Tradition) est un mouvement de renouveau de la musique sacrée catholique qui est apparu au milieu du XIXe siècle à Ratisbonne, dans le royaume de Bavière.

## Histoire
Ce mouvement est fondé par Carl Proske et poursuivi par Franz Xaver Haberl. Ils rejetaient la musique liturgique contemporaine, principalement accompagnée d'instruments, et la musique d'église dans le goût du classicisme viennois (Wiener Klassik) et préconisait l'utilisation d'une « vraie » musique sacrée, composée de chant grégorien et des œuvres  polyphoniques classiques du XVIe siècle. Les œuvres de Palestrina étaient considérées comme la musique sacrée la plus «pure». Le nom de « Regensburger Tradition » est basé sur le fait que les Regensburger Domspatzen, l'un des chœurs de musique liturgique les plus réputés au monde et à la tradition ininterrompue depuis un millénaire, doit incarner le nouveau modèle de musique sacrée, au fondement du mouvement cécilien. Dans les années suivantes, une musique d'église contemporaine basée sur le style Palestrina, par exemple par Michael Haller, s'est aussi fait jour.
Cet effort particulier dans le domaine de la musique sacrée a conduit à la fondation de l'Allgemeiner Cäcilien-Verband für Deutschland (association générale cécilienne pour l'Allemagne) dans le sillage du mouvement cécilien par Franz Xaver Witt à partir du congrès catholique allemand (Katholikentag) qui s'est tenu du 31 août au 3 septembre 1868 à Bamberg. Le bureau de l'association s'installe à Ratisbonne. L'association et Witts publient dans la foulée la revue Fliegende Blätter für Catholicische Kirchenmusik, afin de développer davantage ce mouvement de musique liturgique dans les pays germanophones.
Aujourd'hui encore le fameux chœur des Regensburger Domspatzen poursuit cette tradition qui s'est quasiment éteinte au sein de l'Église catholique depuis les années 1960-1970 à cause de l'abandon du latin comme langue d'Église et des changements liturgiques post-conciliaires.